# Glen Harmon
Glen Harmon (né le 2 janvier 1921 à Holland (en), dans la province du Manitoba, au Canada — mort le 9 mars 2007 à Mississauga, dans la province de l'Ontario, au Canada) est un joueur professionnel canadien de hockey sur glace qui évoluait au poste de défenseur. 

## Biographie
Harmon naît le 2 janvier 1921 à Holland (en), au Canada. Il commence sa carrière professionnelle avec les Canadiens de Montréal dans la Ligue nationale de hockey en 1942 après avoir été repéré lors de la finale de la Coupe Memorial qui opposait son club, les Rangers de Winnipeg, aux Royaux de Montréal. 
Durant sa carrière avec Montréal, il remporte deux coupes Stanley en 1944 et 1946, participe à deux Matchs des étoiles en 1949 et 1950, et est sélectionné à deux reprises dans la deuxième équipe d'étoiles de la LNH en 1945 et 1949. Il quitte les Canadiens de Montréal et la LNH en 1951 et termine sa carrière dans la Ligue de hockey senior du Québec en passant quatre saisons avec les Royaux de Montréal.
Après sa carrière sportive, il travaille dans la vente automobile.
Il meurt le 9 mars 2007, à Mississauga, des suites de la maladie d'Alzheimer.

## Statistiques
| Saison     | Équipe                       | Ligue      |     | Saison régulière | Saison régulière | Saison régulière | Saison régulière | Saison régulière |   | Séries éliminatoires | Séries éliminatoires | Séries éliminatoires | Séries éliminatoires | Séries éliminatoires |
| Saison     | Équipe                       | Ligue      | PJ  | B                | A                | Pts              | Pun              | PJ               | B | A                    | Pts                  | Pun                  |                      |                      |
| 1938-1939  | Elks de Brandon              | LHJM       | 17  | 2                | 5                | 7                | 47               | 7                | 1 | 2                    | 3                    | 18                   |                      |                      |
| 1939-1940  | Elks de Brandon              | LHJM       | 23  | 4                | 10               | 14               | 67               | 3                | 1 | 0                    | 1                    | 0                    |                      |                      |
| 1940-1941  | Rangers de Winnipeg          | LHJM       | 17  | 5                | 5                | 10               | 42               | 6                | 4 | 1                    | 5                    | 14                   |                      |                      |
| 1942-1943  | Canadiens de Montréal        | LNH        | 27  | 5                | 9                | 14               | 25               | 5                | 0 | 1                    | 1                    | 2                    |                      |                      |
| 1942-1943  | Canadiens de Montréal Senior | LHSQ       | 20  | 5                | 8                | 13               | 35               | -                | - | -                    | -                    | -                    |                      |                      |
| 1943-1944  | Canadiens de Montréal        | LNH        | 43  | 5                | 16               | 21               | 36               | 9                | 1 | 2                    | 3                    | 4                    |                      |                      |
| 1944-1945  | Canadiens de Montréal        | LNH        | 42  | 5                | 8                | 13               | 41               | 6                | 1 | 0                    | 1                    | 2                    |                      |                      |
| 1945-1946  | Canadiens de Montréal        | LNH        | 49  | 7                | 10               | 17               | 28               | 9                | 1 | 4                    | 5                    | 0                    |                      |                      |
| 1946-1947  | Canadiens de Montréal        | LNH        | 57  | 5                | 9                | 14               | 53               | 11               | 1 | 1                    | 2                    | 4                    |                      |                      |
| 1947-1948  | Canadiens de Montréal        | LNH        | 56  | 10               | 4                | 14               | 52               | -                | - | -                    | -                    | -                    |                      |                      |
| 1948-1949  | Canadiens de Montréal        | LNH        | 59  | 8                | 12               | 20               | 44               | 7                | 1 | 1                    | 2                    | 4                    |                      |                      |
| 1949-1950  | Canadiens de Montréal        | LNH        | 62  | 3                | 16               | 19               | 28               | 5                | 0 | 1                    | 1                    | 21                   |                      |                      |
| 1950-1951  | Canadiens de Montréal        | LNH        | 57  | 2                | 12               | 14               | 27               | 1                | 0 | 0                    | 0                    | 0                    |                      |                      |
| 1951-1952  | Royaux de Montréal           | LHSQ       | 55  | 5                | 20               | 25               | 33               | 5                | 3 | 4                    | 7                    | 2                    |                      |                      |
| 1952-1953  | Royaux de Montréal           | LHSQ       | 58  | 5                | 17               | 22               | 26               | 16               | 5 | 4                    | 9                    | 4                    |                      |                      |
| 1953-1954  | Royaux de Montréal           | LHQ        | 65  | 8                | 22               | 30               | 31               | 8                | 0 | 2                    | 2                    | 2                    |                      |                      |
| 1954-1955  | Royaux de Montréal           | LHQ        | 62  | 5                | 22               | 27               | 64               | 14               | 2 | 5                    | 7                    | 6                    |                      |                      |
| Totaux LNH | Totaux LNH                   | Totaux LNH | 452 | 50               | 96               | 146              | 334              | 53               | 5 | 10                   | 15                   | 37                   |                      |                      |

## Récompenses
- Deuxième équipe d'étoiles de la LNH : 1945 et 1949 ;
- Match des étoiles de la LNH : 1949 et 1950.